# ヘルプマン!
『ヘルプマン！』は、くさか里樹による日本の漫画作品。講談社の『イブニング』、のち朝日新聞出版の『週刊朝日』にて連載された。日本の老人介護を題材に、高齢社会の問題点を描く漫画。認知症や高齢者の性などさまざまな介護問題に正面から切り込み、人気作となった。

## 年表
2003年8月から2014年9月まで、『イブニング』（講談社）にて連載された。
2010年9月、吉祥寺シアターにて舞台化。同年11月18日に就職情報サイト「リクナビ」とコラボレート。介護業界を応援するタイアッププロジェクトとなる「HELP MAN！●JAPAN」の公式サイトが開設。
2011年5月、第40回日本漫画家協会賞大賞を受賞。「老人介護の現場を舞台にした社会派作品で、重要度を増す介護を幅広く描いている点」が評価され、受賞となった。
2012年に本作をモチーフとした全国巡回型の震災復興支援イベントが始動。同年7月28日、29日に宮城県の仙台市市民活動サポートセンターにて、震災復興支援イベント第1弾となる「HELPMAN! JAPAN in 仙台 震災から500日〜100通りのヘルプマン物語〜」を開催。作者のくさか、舞台の演出を務めたなるせゆうせい、本作の担当編集者が「震災編」の舞台裏を語った。
2014年12月より朝日新聞出版の総合週刊誌『週刊朝日』に移籍し、それに伴いタイトルを『ヘルプマン!!』に変更して連載。
2015年4月から開催された企画展「読む人権 じんけんのほん いま読みたい じんけんマンガ50」に本作が展示。「人権について考える上でヒントになり得るマンガ」50作品のひとつとして本作が選ばれた。
2017年11月、本作の「監査編」が舞台化。舞台のタイトルは『HELP MAN!』。同年12月から2019年10月まで新シリーズ『ヘルプマン!!取材記』が同誌にて連載された後、同年11月より新シリーズ『新生ヘルプマン ケアママ！』を連載し、2021年9月に完結。
2022年9月3日より、NHK-FM放送「FMシアター」にて『ヘルプマン -俺たちの介護物語-』のタイトルで、原作とするラジオドラマ（全5回）が放送される　。

## あらすじ

### ヘルプマン！
恩田百太郎（おんだ ももたろう）は、学校にはほとんど登校しないうえにテストの成績は赤点だらけという、典型的な落ちこぼれの高校生。学校卒業まであと半年にもかかわらず将来の進路が未だ決まらず、厳格な祖母に絞られる日々を送っていた。
そんなある日の放課後、百太郎は幼馴染で親友の神崎仁（かんざき じん）から、高校を中退して老人ホームに勤めることを告げられる。「日本はぶっちぎり世界一の老人大国になる」「老人介護は不況に喘ぐ日本を救う唯一の未来産業」と語る仁だったが、百太郎はそのことにはっきりとしたイメージを抱くことができなかった。
帰宅する途中、百太郎は街中で徘徊している一人の老人と出会う。様々な問題行動を起こす老人に手を焼きながらも、百太郎はなんとか老人が入居している特別養護老人ホームまで連れていくが、その施設では事故防止を目的に入居者の身体拘束が行われていた。ベッドに縛りつけられた状態で、鎮静剤を無理やり打たれる入居者の姿を見て衝撃を受けた百太郎は、施設のやり方に強く反発するが、介護主任から「身体拘束は必要悪」と一蹴される。
一連の出来事を通じ、介護現場で巻き起こっている現実と、高齢社会は決して他人事ではないということを痛感した百太郎は、仁と同じく高校を中退し、老人介護の仕事をすることを決意する。

## 登場人物

### ヘルプマン！
恩田 百太郎（おんだ ももたろう）
主人公。街中で徘徊していた老人との出会いをきっかけに高齢社会の現実を目の当たりにし、介護の道を歩む決意をする。
無鉄砲で後先を考えずに行動する面が強く、勉強も苦手で福祉に関する知識も薄いが、介護に対する熱意に関しては誰にも負けないものを持っている。
持ち前の明るさと行動力で、数々の高齢者や介護関係者に影響を与えてきた。
厳格な祖母、写真撮影が趣味の父、優しい母、そして筋肉質の弟（「介護福祉学生編」の時点で自衛官になっている）がいる。実家は弁当屋を営んでいる。
神崎 仁（かんざき じん）
百太郎の幼馴染で親友。老人介護は今後の成長が期待できる産業であると考え、介護士として働き始める。
その後、「介護支援専門員編」ではケアマネージャー、「介護福祉学生編」では社会福祉協議会の社会福祉士と次々にキャリアを重ねていき、「介護蘇生編」ではNPO法人を立ち上げ、独立した。
外見は金髪のホスト風だが、常に冷静沈着。それゆえ何かと暴走しがちな百太郎のストッパー役を務めることが多いが、介護への想いは百太郎にも引けを取らない。
喫茶店を経営している父親がいる。

### ヘルプマン!!取材記
鯱浜 良平(しゃちはま りょうへい）
『ヘルプマン!!取材記』の主人公。ことぶき新聞の生活部に所属する記者で、介護関連の取材を行っている。
介護に関わる人々の声を集め、データに裏付けされた骨のある記事を書いて社会部への転属の足掛かりにしようと考えている。
恰幅のいい体型から、周囲に「トドハマ」というあだ名で呼ばれている。自分の思ったことをすぐ呟いてしまうという悪癖を持ち、取材対象者を怒らせてしまうこともしばしば。

### 新生ヘルプマン ケアママ！
蔵野 たから（くらの たから）
『新生ヘルプマン ケアママ！』の主人公。シングルマザー。
早乙女 千陽（さおとめ ちはる）
プロレスラー。

## 制作背景

### 読者への思い
本作の影響により介護職に就いた、という現場の声が、くさかが本作を描くモチベーションであった。「漫画の可能性を感じること」ができたといい、本作で「介護の予習ができた」「親子2代で読んでいる」という読者の声援がありがたいとくさかは話している。くさか自身も取材が予習となり、戸惑うことなく親の介護を始めることができたという。編集者と『家庭の医学』を目標に描いてきたため、介護を知る意味で、本作を多くの人に読んでもらいたいとくさかは考えている。

### 『ケアママ』のキャラクターについて
『ケアママ』でシングルマザーを主人公に選んだ理由は、「何かおもしろい介護のかたち」が描けるのではないか、とくさかが考えたためである。取材中に子育てをしながら介護施設で働く職員がいて、「つくろわない子供が接する中に介護の本質みたいなもの」があり、「子供とお年寄りの関係が描けたらいい」という思いから主人公が作られている。作中に登場する早乙女千陽について、くさかが実際に「パートでヘルパーをしているプロレスラー」に会ったことがあり、インパクトを重視し、「自分が介護されたいナンバーワン」と考え登場させた。

## 書誌情報
- くさか里樹『ヘルプマン！』講談社〈イブニングKC〉、全27巻
  1. 「介護保険制度編」2004年5月21日発売[13]、ISBN 4-06-352070-6
  2. 「在宅痴呆介護編」2004年7月23日発売[14]、ISBN 4-06-352077-3
  3. 「介護虐待編」2005年3月23日発売[15]、ISBN 4-06-352103-6
  4. 「高齢者性問題編」2005年8月23日発売[16]、ISBN 4-06-352118-4
  5. 「介護支援専門員編」2006年3月23日発売[17]、ISBN 4-06-352142-7
  6. 「介護支援専門員編」2006年7月21日発売[18]、ISBN 4-06-352158-3
  7. 「介護支援専門員編」2007年1月19日発売[19]、ISBN 978-4-06-352177-1
  8. 「ケアギバー編」2007年5月23日発売[20]、ISBN 978-4-06-352187-0
  9. 「介護福祉学生編」2007年11月22日発売[21]、ISBN 978-4-06-352204-4
  10. 「介護福祉学生編」2008年5月23日発売[22]、ISBN 978-4-06-352223-5
  11. 「認知症編」2008年11月11日発売[23]、ISBN 978-4-06-352242-6
  12. 「認知症編」2009年5月22日発売[24][25]、ISBN 978-4-06-352265-5
  13. 「介護職員待遇編」2009年10月23日発売[26]、ISBN 978-4-06-352283-9
  14. 「介護職員待遇編」2010年3月23日発売[27]、ISBN 978-4-06-352303-4
  15. 「介護職員待遇編」2010年8月23日発売[28]、ISBN 978-4-06-352322-5
  16. 「セカンドライフ編」2011年2月23日発売[29]、ISBN 978-4-06-352353-9
  17. 「セカンドライフ編」2011年2月23日発売[30]、ISBN 978-4-06-352354-6
  18. 「成年後見制度編」2011年7月22日発売[31]、ISBN 978-4-06-352369-0
  19. 「成年後見制度編」2011年11月22日発売[32]、ISBN 978-4-06-352387-4
  20. 「成年後見制度編」2012年3月23日発売[33]、ISBN 978-4-06-352403-1
  21. 「震災編」2012年7月23日発売[34]、ISBN 978-4-06-352424-6
  22. 「介護起業編」2013年2月22日発売[35]、ISBN 978-4-06-352448-2
  23. 「介護起業編」2013年5月23日発売[36]、ISBN 978-4-06-352461-1
  24. 「介護起業編」2013年9月20日発売[37]、ISBN 978-4-06-352478-9
  25. 「認知症予防編」2014年1月23日発売[38]、ISBN 978-4-06-352495-6
  26. 「監査編」2014年6月23日発売[39]、ISBN 978-4-06-354519-7
  27. 「監査編」2014年11月21日発売[40]、ISBN 978-4-06-354544-9
- くさか里樹『ヘルプマン!!』朝日新聞出版、全10巻
  1. 「介護蘇生編」2015年5月20日発売[41]、ISBN 978-4-02-331412-2
  2. 「高齢ドライバー編」2015年9月18日発売[42]、ISBN 978-4-02-331440-5
  3. 「高齢ドライバー編」2015年12月18日発売[43]、ISBN 978-4-02-331471-9
  4. 「排泄編」2016年4月7日発売[44]、ISBN 978-4-02-331501-3
  5. 「排泄編」2016年8月5日発売[45]、ISBN 978-4-02-331527-3
  6. 「密愛編」2016年12月7日発売[46]、ISBN 978-4-02-331563-1
  7. 「密愛編」2017年3月7日発売[47]、ISBN 978-4-02-331585-3
  8. 「介護ボランティア編」2017年7月7日発売[48]、ISBN 978-4-02-331613-3
  9. 「介護ボランティア編」2017年11月20日発売[49]、ISBN 978-4-02-331634-8
  10. 「介護ボランティア編」2018年3月7日発売[50]、ISBN 978-4-02-331679-9
- くさか里樹『ヘルプマン!!取材記』朝日新聞出版、全6巻 ※Vol.4 - Vol.6は電子書籍限定刊行[51]
  1. 2018年7月6日発売[52]、ISBN 978-4-02-331725-3
  2. 2018年12月7日発売[53]、ISBN 978-4-02-331749-9
  3. 2019年5月13日発売[54]、ISBN 978-4-02-331788-8
  4. 2020年5月22日発売[51]、ASIN B088WFQ4JM
  5. 2020年5月22日発売[51]、ASIN B088W74YW3
  6. 2020年5月22日発売[51]、ASIN B088WQYTLW
- くさか里樹『新生ヘルプマン ケアママ！』朝日新聞出版、全4巻
  1. 2020年9月7日発売[55]、ISBN 978-4-02-331917-2
  2. 2021年9月7日発売[56]、ISBN 978-4-02-331963-9
  3. 2021年10月7日発売[57]、ISBN 978-4-02-331964-6
  4. 2021年11月5日発売[58]、ISBN 978-4-02-331965-3

## 舞台版

### 初演
2010年9月15日から20日まで舞台「ヘルプマン！」が吉祥寺シアターにて全9回公演された。脚本・演出はなるせゆうせいが担当。
キャスト
| - 恩田百太郎 - 平方元基 - 神崎仁 - 北村栄基 - 相沢美衣 - 石丸奈菜美 - いっちゃん - いのこまりこ - 占部久美子 - 大石結介 - 大久保凜 - 大藤喜美子 - 海原美帆 | - 金子一夫 - 北原卓也 - 桐原三枝 - 胡桃沢マリ - 小沼恵子 - さいださだこ - 阪口美由紀 - 新保竜也 - 相馬亜古 - 曽雌康晴 - 大天裕亮 | - 大維 - 高橋里奈 - 高橋伸禎 - 坪内悟 - 富沢恵莉 - 長塚全 - 七瀬真輝 - 松川のりすけ - 松下倖子 - 真凛 - 見上寿梨 |

### 監査編
2017年11月8日から12日まで舞台「HELP MAN!」が俳優座劇場にて全8回公演された。初演と同様に脚本・演出はなるせゆうせいが担当。
キャスト
| - 小池一郎 - 中村優一 - 恩田百太郎 - 神永圭佑 - 神崎仁 - 伊万里有 - 八神奈美 - 緒月遠麻 - 新村薫 - 上田堪大 - 松平宗次郎 - 塩崎こうせい - 勝本よしえ - 折井あゆみ | - 服部九作 - 伊藤千啓・立川らく朝 (Wキャスト) - 坪内悟 - 熊手萌 - 小川ガオ - 小野由香 - 大滝樹 - 武田有史 | - 創木希美 - 毎熊宏介 - 屋根真樹 - あまりかなり - 三輪千明 - 和田侑徳 - 平和勝博 |

## ラジオドラマ
『ヘルプマン -俺たちの介護物語-』のタイトルで、NHK-FM放送「FMシアター」枠にて、2022年9月3日から10月8日の日程で放送された（1話50分、全5回）　。
キャスト（ラジオドラマ）
| - 恩田百太郎：浅利陽介 - 神崎仁：渡部豪太 - 小池桃代：瀧内公美 - 岡崎奈津美：藤本沙紀 - 新居正美：かたせ梨乃 - 久美子 / 今井幸代：高田聖子 - 横畠文雄施設長：朝倉伸二 - 嘉島 / 寺田理事長：小手伸也 | - 恩田美都子 / 宮園明江 / カズミ姫 / 沢口所長：片岡礼子 - 宮園マチコ：市毛良枝 - 宮園知樹：津田寛治 - 松尾一郎：高橋長英 - 沢田千鶴子 / 町田チヨ：左時枝 - 青木須麻子：梅沢昌代 |

| - 大方斐紗子 - 名取幸政 - 小山剛志 - 元井須美子 - 渡部紗弓 | - 蔵下穂波 - 外崎友亮 - 永嶋柊吾 - 有福正志 - 三沢明美 | - 野村昇史 - 福井裕子 - 園山敬介 - 高間智子 |

スタッフ（ラジオドラマ）
| - 原作：くさか里樹『ヘルプマン！』 - 制作統括：藤井靖 - 脚色：井出真理 - 演出：吉田浩樹 | - 選曲：石原慎介 - 音響効果：菅野秀典 - 技術：大塚茂夫(1・4・5)、山賀勉(2・3)、 - 介護指導：加藤忠相(1 - 3)、鈴木真(4・5) |

放送日程（ラジオドラマ）
| 回数   | 放送日        | サブタイトル       | 備考   |
| ------ | ------------- | ------------------ | ------ |
| 第1回  | 2022年9月03日 | ヘルプマン、覚醒！ | [ 61 ] |
| 第2回  | 9月17日       | 希望は、あるか？   | [ 62 ] |
| 第3回  | 9月24日       | 極楽へ、行こう     | [ 63 ] |
| 第4回  | 10月01日      | 告発               | [ 64 ] |
| 最終回 | 10月08日      | そして、夢へ       | [ 65 ] |